# ヴィクトル・チェブリコフ
ヴィクトル・ミハイロヴィチ・チェブリコフ（Ви́ктор Миха́йлович Че́бриков、Viktor Mikhailovich Chebrikov、1923年4月23日 - 1999年7月1日）は、ソビエト連邦の政治家。第6代ソ連国家保安委員会（KGB）議長。上級大将。

## 生涯
ドニエプロペトロフスク出身。1944年から全連邦共産党（ボリシェヴィキ党）党員。1950年ドニエプロペトロフスク冶金大学を卒業。
ドニエプロペトロフスク市党第一書記、ドニエプロペトロフスク州党委員会第二書記を経て、1967年からKGBに勤務、要員管理局長に就任する。1968年KGB副議長。1981年セミョーン・ツヴィグン第一副議長、ツイネフ副議長とともにソ連共産党中央委員に選出される。1982年1月～12月KGB第一副議長。1982年12月から、KGB議長、上級大将となる。1983年党政治局員候補に選出。1985年～1989年党政治局員。1988年～1989年ソ連共産党中央委員会書記。
レオニード・ブレジネフと同郷であったため、ドニエプル派との観測もされたが、1967年にKGBにチェブリコフを誘ったのが当時議長であったユーリ・アンドロポフであったことから、アンドロポフによる治安部門強化を意図した人事であったとされる。
| 公職                            | 公職                                               | 公職                            |
| ------------------------------- | -------------------------------------------------- | ------------------------------- |
| 先代 ヴィタリー・フェドルチュク | ソビエト連邦 国家保安委員会議長 第6代：1982 - 1988 | 次代 ウラジーミル・クリュチコフ |